# Recopa Sudamericana 2018
La Recopa Sudamericana 2018 è stata la ventiseiesima edizione della Recopa Sudamericana. Si è trattata di una finale con partite di andata e ritorno tra i vincitori della Coppa Libertadores dell'anno precedente e i vincitori della Coppa Sudamericana dell'anno precedente, ovvero il Grêmio e l'Independiente. 
A vincere il trofeo sono stati i brasiliani del Grêmio, per la seconda volta nella loro storia.

## Tabellini

### Andata
| Arbitro: | Roddy Zambrano |

|                         |           |          |
| Bruno Cortez 33’ (aut.) | Marcatori | 21’ Luan |

### Ritorno
| Arbitro: | Enrique Cáceres |

|                                 |                      |                                    |
| Maicon Cícero Jael Everton Luan | Tiri di rigore 5 – 4 | Gaibor Meza Domingo Romero Benitez |